# Husák
Husák este o comună slovacă, aflată în districtul Sobrance din regiunea Košice. Localitatea se află la altitudinea de 220 m deasupra n.m., se întinde pe o suprafață de 13,95 km2 și în 2017 număra 168 de locuitori.

## Istoric
Localitatea Husák este atestată documentar din 1548.

## Demografie
| An:                | 1994 | 2004    | 2014   | 2024   |
| ------------------ | ---- | ------- | ------ | ------ |
| Număr de persoane: | 190  | 170     | 162    | 166    |
| Diferență:         |      | −10,52% | −4,70% | +2,46% |

| An:                | 2023 | 2024   |
| ------------------ | ---- | ------ |
| Număr de persoane: | 172  | 166    |
| Diferență:         |      | −3,48% |